# 美景
美景（みかげ、1982年8月11日 - ）は日本の女性ファッションモデル、女優。身長168cm、スリーサイズB83W59H86、S25.5。スカイコーポレーションに所属していた。

## 概要
鹿児島県出身で、スカウトにより芸能デビュー。当初は的場邦子（まとば くにこ）の芸名で、地元九州を中心に雑誌やショー、テレビCMのモデルとして活動した。この時代のモデル以外の活動内容としてはルルティアの楽曲「トロイメライ」（2003年）のプロモーションビデオがあり、また2005年には日本テレビ『ひらめ筋GOLD』のドッジボールに所属事務所のチーム「天空skyders」の一員として参加。土曜ゴールデンタイムでの出演で活動の場を広げた。
2007年には美景に改名し、石原慎太郎製作総指揮『俺は、君のためにこそ死ににいく』（東映・日本テレビほか）で映画デビュー。また、石井隆監督『人が人を愛することのどうしようもなさ』（東映ビデオ・オービー企画）の助演オーディションではベッドシーンも厭わない覚悟を見せ、同作の永島敏行との濡れ場で自身初となるヌードシーン（ヘアヌード）に挑戦した。
オリジナルビデオ『最後のジェンガ』（2008年4月23日）では初の主演を務める。

## 出演

### TVバラエティ
- ひらめ筋GOLD（2005年10月 - 2006年3月、日本テレビ） - 天空skydersチームとして
- 麻雀界二人三脚伝説 打姫オバカミーコ（2006年、MONDO21）
- FILM FACTORY（2006年、テレビ東京）

### 映画・ビデオ
- 俺は、君のためにこそ死ににいく（2007年5月12日、東映・日本テレビほか）
- 人が人を愛することのどうしようもなさ（2007年9月8日、東映ビデオ・オービー企画） - 小谷純子役
- 最後のジェンガ（2008年4月23日、シネハウス） - シオリ役
- ヌードの夜/愛は惜しみなく奪う（2010年10月2日、クロックワークス）

## モデル

### テレビCM
- 福岡ソラリアプラザ
- グリコ・グレオ
- インフォマーシャル（2006年、BSフジ『オーバーテイクポイント本山哲 35歳の挑戦』内）

### 書籍・雑誌
- ゼクシィ九州版（リクルート）
- アネットモネット
- スマイルカメラ（2006年12月4日、ワニブックス） - 小林基行撮影

### ショー
- 0101ファッションショー
- ブライダルショー

その他「各種ショーモデル」。